# کاتیا و والریا
کاتیا فوله‌زا (ایتالیایی: Katia Follesa؛ ۱۲ ژانویهٔ ۱۹۷۶) و والریا گراچی (ایتالیایی: Valeria Graci؛ زادهٔ ۲۲ اوت ۱۹۸۰) یک زوج کمدین ایتالیایی هستند که در فیلم‌ها و نمایش‌های گوناگونی حضور یافتند.
این زوج هنری در یک مدرسهٔ بازیگری در شهر میلان شکل گرفت و نخستین نقش برجسته آنان در سال ۲۰۰۴ میلادی با حضور در برنامه‌های شبکهٔ ایتالیا ۱، رای ۲ و ام‌تی‌وی بود. آنها در سال ۲۰۰۶ به کانال ۵ آمدند و در سال ۲۰۰۷ مجری یک برنامهٔ تلویزیونی با مضمون  شوخی‌های عملی شدند.
این زوج هنری در سال ۲۰۱۲ از یکدیگر جدا شدند تا هریک به‌تنهایی به پروژه‌های هنری‌شان بپردازند.
از فیلم‌ها یا مجموعه‌های تلویزیونی که وی در آن‌ها نقش داشته است، می‌توان به طعم تو اشاره نمود.